# Rokade
De rokade is een bijzondere zet in het schaakspel. Het is de enige zet waarbij twee stukken van dezelfde kleur verplaatst worden (namelijk de koning en de toren). Voert men een rokade uit, dan heet dat rokeren.

## Oorsprong
In shatranj, de voorganger van het huidige schaken, bestond de rokade nog niet. In de 13e eeuw ontstonden in Europa varianten waarbij de koning vanuit de beginstand meer dan één veld mocht bewegen. Tegen het einde van de 16e eeuw was deze 'beginsprong' geëvolueerd tot diverse vormen van rokade. In de 17e eeuw is de rokade, zoals die nu is, algemeen gebruikelijk geworden.

## Openingszet
De rokade is een belangrijke zet voor het voltooien van de ontwikkeling in de opening; ze brengt namelijk de koning min of meer in veiligheid en brengt tegelijk een toren in het spel. Behalve de enige zet tijdens een partij waarbij twee stukken van dezelfde kleur betrokken zijn, is het ook de enige keer dat de koning zich over twee velden beweegt in plaats van één, en dat een toren over een ander stuk (de koning) heen springt.
Men onderscheidt de korte en de lange rokade. In beide gevallen gaat de koning vanuit zijn beginpositie (op de e-lijn) twee velden opzij en gaat de toren vanuit zijn beginpositie over de koning heen naar het veld direct naast de koning. Bij de korte rokade gaat de koning dus naar de g-lijn en de toren van de h- naar de f-lijn. De toren springt daarbij als het ware over de koning heen. Bij de lange rokade gaat de koning naar de c-lijn en de toren van de a- naar de d-lijn.
In de schaaknotatie wordt de korte rokade aangegeven met 0-0 en de lange rokade met 0-0-0.
In computerprogramma's noteert men de rokade vaak als een zet met de koning, dus (als wit rokeert) Ke1-g1 of Ke1-c1. Dat kan omdat dat geen geldige zetten zijn, tenzij er gerokeerd wordt.

## Geen rokademogelijkheid
De rokade mag niet worden uitgevoerd als:
1. er al een zet met de koning of de betrokken toren is gedaan, zelfs als deze stukken weer op hun oorspronkelijke plaats zijn teruggekeerd;
2. er een stuk tussen de koning en de betrokken toren staat (het is dus niet mogelijk met de rokade een stuk te slaan);
3. de koning schaak staat;
4. de koning tijdens het rokeren een veld passeert dat door een vijandelijk stuk bestreken wordt;
5. de koning na de rokade schaak komt te staan (dit staat uitdrukkelijk in de regels, maar spreekt eigenlijk al vanzelf).

Is niets van het bovenstaande van toepassing, dan is de rokade toegestaan. De volgende drie situaties zorgen soms voor verwarring, maar zijn geen reden om de rokade te verbieden:
1. De koning heeft al eens schaak gestaan, natuurlijk mits dat schaak is opgeheven zonder dat een zet met de koning is gedaan.
2. De toren staat aangevallen.
3. Enkel mogelijk bij een lange rokade, het veld naast de toren wordt door een vijandelijk stuk bestreken. Voor Wit is dit b1, voor Zwart b8. De koning passeert dit veld niet, dus dit is geen belemmering voor de rokade.

## Openingszetten
De rokade gebeurt meestal aan de korte kant. Er zijn stellingen waarin het beter is om lang te rokeren. De pionnen voor de koning zijn na de korte rokade meteen gedekt. Bij de lange rokade is de a-pion ongedekt. Het kost vaak een tempo om ook deze pion te dekken met Kb1 of Kb8. Ook staat de koning op de c-lijn niet zo veilig als op de g-lijn. Ten slotte vergt de voorbereiding van de lange rokade meer tijd, omdat niet enkel het paard en de loper plaats moeten maken, maar ook de dame. Het is veelal onvoordelig om te vroeg de dame te spelen.

## Zetuitvoering
Bij het uitvoeren van een zet en het indrukken van de klok gebruikt men steeds maar een hand. Dat geldt ook voor de rokade en het is dus niet correct met twee handen beide stukken tegelijk te verplaatsen.
Volgens de FIDE-regels moet bij het uitvoeren van de rokade eerst de koning worden verplaatst en dan pas, met dezelfde hand, de toren.
Als een speler eerst de toren verplaatst, bijvoorbeeld van h1 naar f1, en daarna zijn hand in de schoot legt, dan zal men veronderstellen dat zijn zet voltooid is, zelfs als hij de klok nog niet heeft ingedrukt. Hij heeft dan niet meer de mogelijkheid de torenzet in een rokade te veranderen. Dat probleem bestaat niet als hij eerst de koning verplaatst, bijvoorbeeld van e1 naar g1, want dat zou geen geldige zet zijn.
Max Euwe schrijft dat het geoorloofd is eerst de toren te verplaatsen, maar dan moet onmiddellijk, in dezelfde beweging, de koning worden verplaatst. Dit is niet in de officiële regels terug te vinden. Sterker nog, wie eerst de toren aanraakt, moet volgens pièce touchée met de toren zetten en mag niet meer rokeren.
Bij Chess960 is het iets anders. Daar wordt geadviseerd eerst de koning in de hand te nemen, daarna de toren te verzetten en ten slotte de koning op de nieuwe plaats te zetten. Ook bij regulier schaak is deze werkwijze correct. Zolang de koning niet op het bord staat, is er geen legale stelling, en dus zal men tijdens de procedure niet kunnen denken dat er een volledige zet is uitgevoerd.
Wordt een rokade uitgevoerd die onreglementair is, bijvoorbeeld doordat de koning schaak stond, dan is de pièce touchée-regel van toepassing. Er moet een andere zet worden gedaan met de aangeraakte koning. Als er geen zet met de koning mogelijk is, is de betreffende speler vrij in de keuze van een andere zet. Het (na de koning) aanraken van de toren waarmee men had willen rokeren, heeft sedert de wijziging van de spelregels van juli 2017 (artikel 4.4.3) geen consequenties.

## Spelling en etymologie
Rokade werd vroeger ook wel geschreven als rochade. Rokade is echter de spelling volgens
Woordenlijst Nederlandse Taal (het Groene Boekje) en wordt gebruikt in de officiële Nederlandse vertaling van de FIDE-regels voor het schaakspel (KNSB, 2009).
Het woord is volgens de schaakhistoricus Davidson afgeleid van het Italiaanse rocca, dat fort betekent. In het Engels heet de toren rook. Beweegbare, gefortificeerde torens waren, toen het schaakspel in Europa werd geïntroduceerd, een veelgebruikt belegeringswapen.

## Trivia
- De Nederlandse schaker/schrijver Tim Krabbé componeerde ooit een schaakprobleem met bijzondere rokade, naar een idee van Max Pam: als een pion op de e-lijn tot een toren is gepromoveerd, dan zou een 'ellenlange rokade' kunnen plaatsvinden. Met die toren hoeft immers geen zet te zijn gedaan. Er is hier sprake van een onduidelijke formulering van de spelregels, zodat iets mogelijk is wat nooit de bedoeling is geweest. De moderne spelregels laten dat niet toe: daarin staat dat de koning bij een rokade opzij moet bewegen.[4]